# Monoblastus
Monoblastus är ett släkte av steklar som beskrevs av Hartig 1837. Monoblastus ingår i familjen brokparasitsteklar.

## Bildgalleri

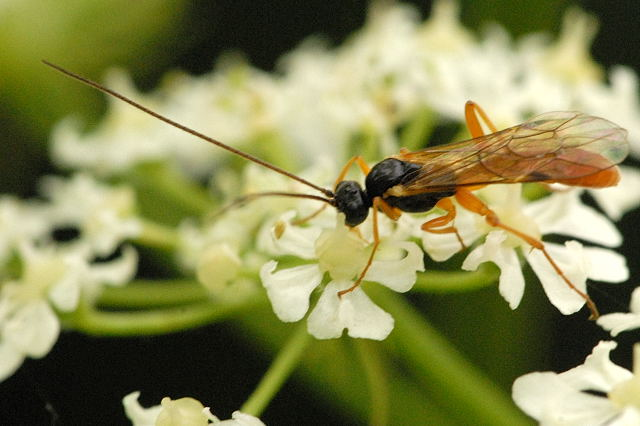
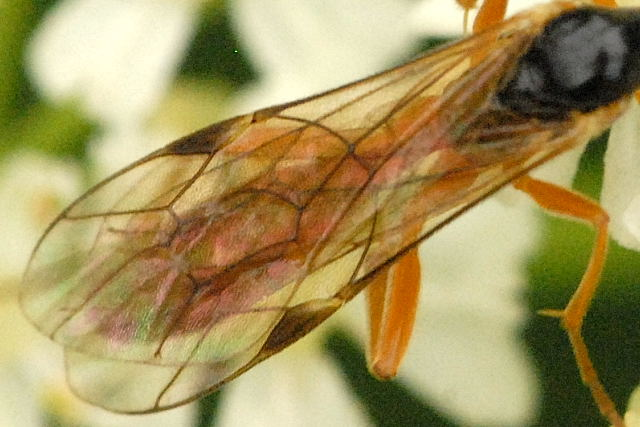
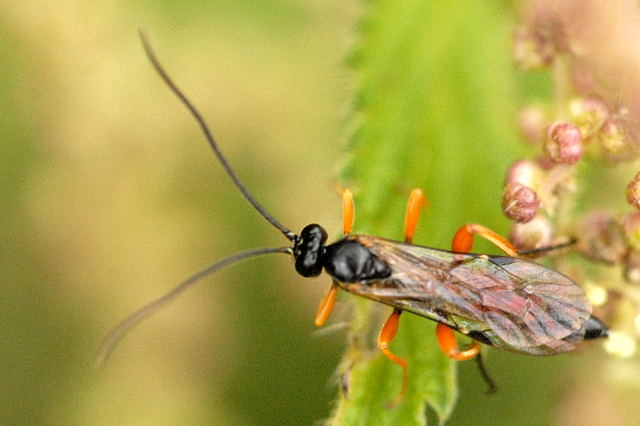
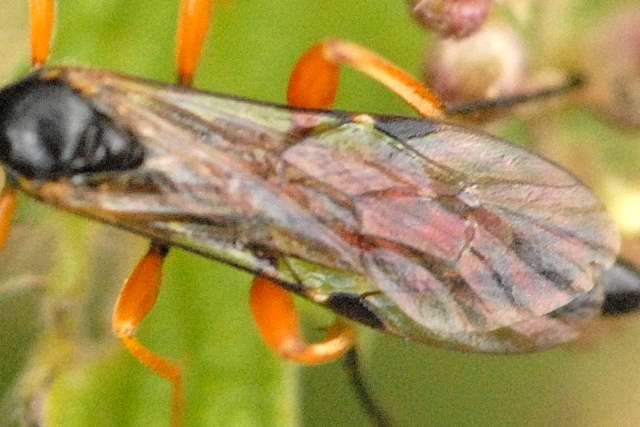

## Dottertaxa tillMonoblastus, i alfabetisk ordning[1][2]
- Monoblastus apicalis
- Monoblastus atroferia
- Monoblastus bicolor
- Monoblastus brachyacanthus
- Monoblastus caudatus
- Monoblastus chinensis
- Monoblastus clauseni
- Monoblastus davisi
- Monoblastus dionnei
- Monoblastus discedens
- Monoblastus ermolenkoi
- Monoblastus erythrurus
- Monoblastus eurus
- Monoblastus favonius
- Monoblastus ferius
- Monoblastus fukiensis
- Monoblastus fulvescens
- Monoblastus innumerabilis
- Monoblastus jinjuensis
- Monoblastus kaniacensis
- Monoblastus macer
- Monoblastus marginellus
- Monoblastus montezuma
- Monoblastus nigrans
- Monoblastus nigriventus
- Monoblastus proximus
- Monoblastus rufeabdominus
- Monoblastus specularis
- Monoblastus spinosus
- Monoblastus tscheki